# Glenview, Illinois
Glenview är en ort (village) i Cook County, i delstaten Illinois, USA. Enligt United States Census Bureau har orten en folkmängd på 44 888 invånare (2011) och en landarea på 36,1 km².